# Magnus Moan
Magnus Hovdal Moan (* 26. srpna 1983 Lillehammer) je bývalý norský reprezentant v severské kombinaci. Žije v Trondheimu a závodil za klub Byåsen IL.
V roce 2003 získal s norským družstvem stříbrnou medaili na mistrovství světa juniorů v klasickém lyžování a vyhrál celkovou klasifikaci Kontinentálního poháru. V roce 2004 se stal mistrem Norska ve sprintu i v individuálním závodě. Získal titul mistra světa v závodě družstev na MS 2005 v Oberstdorfu a byl rovněž členem vítězného týmu na ZOH 2014 v Soči. Vyhrál ve své dosavadní kariéře dvacet pět závodů Světového poháru (řadí se tím na páté místo historických tabulek), v celkové klasifikaci skončil nejlépe na druhém místě v sezónách 2005/06 a 2008/09. Jeho silnou zbraní je běžecká část závodů.